# Super League 2025 (Nepal)
La Nepal Super League 2025 è stata la terza edizione della Nepal Super League, campionato di vertice del calcio nepalese. La stagione è iniziata il 29 marzo 2025 ed è terminata il 26 aprile successivo con la finale.

## Stagione

### Aggiornamenti
Da questa stagione il numero di partecipanti è stato ridotto a 7, col ritiro del Birgunj United e dello Sporting Ilam De Mechi.

## Squadre partecipanti e allenatori

### Squadre partecipanti e stadi
| Club             | Stagione | Città              | Stadio                         | Stagione precedente                                                    |
| ---------------- | -------- | ------------------ | ------------------------------ | ---------------------------------------------------------------------- |
| Butwal Lumbini   | dettagli | Butwal             | ANFA Technical Centre          | 6ª Classificata.                                                       |
| Chitwan          | dettagli | Bharatpur          | Dasharath Rangasala            | 7ª Classificata.                                                       |
| Dhangadhi        | dettagli | Dhangadhi          | Dhangadi Stadium               | 2ª Classificata, finalista di play-off.                                |
| Jhapa            | dettagli | Distretto di Jhapa | Domalal Rajbanshi Ground       | 5ª Classificata.                                                       |
| Kathmandu Rayzrs | dettagli | Katmandu           | Dasharath Rangasala            | 3ª Classificata, semifinalista di play-off.                            |
| Lalitpur City    | dettagli | Patan              | Chyasal Stadium / ANFA Complex | 4ª Classificata, finalista di play-off. Vincitrice Nepal Super League. |
| Pokhara Thunders | dettagli | Pokhara            | Stadio di Pokhara              | 1ª Classificata, semifinalista di play-off.                            |

### Allenatori
| Club             | Allenatore       | In carica dal    | Vice-allenatore |
| ---------------- | ---------------- | ---------------- | --------------- |
| Butwal Lumbini   | Puspalal Sharma  | 21 febbraio 2025 | Ritesh Malla    |
| Chitwan          | Nabin Neupane    | 7 febbraio 2025  |                 |
| Dhangadhi        | Juan Manuel Saez | 25 febbraio 2025 |                 |
| Jhapa            | Prabesh Katuwal  | 14 gennaio 2025  | Kumar Giri      |
| Kathmandu Rayzrs | Patrick De Wilde | 25 febbraio 2025 |                 |
| Lalitpur City    | Simon Grayson    | 1 febbraio 2025  |                 |
| Pokhara Thunders | Suman Shrestha   | 15 febbraio 2025 | Janak KC        |

## Giocatori stranieri
Il numero di giocatori stranieri ammessi in una squadra è un massimo di sei. Tuttavia, il numero massimo di giocatori stranieri ammessi in campo è tre.
| Squadra          | Giocatore 1      | Giocatore 2           | Giocatore 3         | Giocatore 4         | Giocatore 5        | Giocatore 6     |
| ---------------- | ---------------- | --------------------- | ------------------- | ------------------- | ------------------ | --------------- |
| Butwal Lumbini   | Ezekiel Tamara   | Nathan Mavila         | Francis Ross        | Kenta Hara          | Adam Mitter        | Philip Adjah    |
| Chitwan          | Jonny Campbell   | Nodir Mavlonov        | Amal Knight         | Victor Mansaray     | Yusuf Malik        | Torric Jebrin   |
| Dhangadhi        | Ahmad Hijazi     | Afeez Olawale Oladipo | Mohamed El Jaaouani | Walid Birrou        | Sérgio Barboza     | Jorge Caceido   |
| Jhapa            | Pravin Basnet    | Azamat Abdullaev      | Muhammad Isaev      | Lazar Arsić         | Nemanja Lemajić    | Alhaji Gero     |
| Kathmandu Rayzrs | Vincent Koziello | Bakary Mané           | Amadou Diop         | Cheikh Gueye        | Mohamed Buya Turay | Alijon Alijonov |
| Lalitpur City    | Jeffrey Baltus   | Kervens Belfort       | Chencho Gyeltshen   | Jonathan Cantillana | Papé Diakité       | Imoh Ezekiel    |
| Pokhara Thunders | Stephane Binong  | Michael Ijezie        | Biassi Nyakwe       | Saiddoston Djafarov | Yves Priso         | Joe Aidoo       |

## Classifica
|  | Pos. | Squadra          | Pt | G | V | N | P | GF | GS | DR |
|  | ---- | ---------------- | -- | - | - | - | - | -- | -- | -- |
|  | 1.   | Lalitpur City    | 12 | 6 | 3 | 3 | 0 | 10 | 8  | +2 |
|  | 2.   | Dhangadhi        | 11 | 5 | 3 | 2 | 0 | 8  | 2  | +6 |
|  | 3.   | Chitwan          | 10 | 6 | 3 | 1 | 2 | 8  | 5  | +3 |
|  | 4.   | Pokhara Thunders | 8  | 6 | 2 | 2 | 1 | 7  | 6  | +1 |
|  | 5.   | Kathmandu Rayzrs | 8  | 6 | 2 | 2 | 2 | 6  | 7  | -1 |
|  | 6.   | Jhapa            | 5  | 6 | 0 | 5 | 1 | 3  | 4  | -1 |
|  | 7.   | Butwal Lumbini   | 1  | 6 | 0 | 1 | 5 | 1  | 10 | -9 |

Legenda:

      Campione della Nepal Super League
      Ammesse alle semifinali di Play-off

## Spareggi

### Tabellone
|  |                  |                  |                  |                  |           |            |            |            |                  |                  |               |               |        |
|  | Quarti di finale | Quarti di finale | Quarti di finale |                  |           | Semifinali | Semifinali | Semifinali |                  |                  | Finale        | Finale        | Finale |
|  | Quarti di finale | Quarti di finale | Quarti di finale |                  |           | Semifinali | Semifinali | Semifinali |                  |                  | Finale        | Finale        | Finale |
|  |                  |                  |                  |                  |           |            |            |            |                  |                  |               |               |        |
|  |                  |                  |                  |                  |           |            |            |            |                  |                  |               |               |        |
|  | 1                | Lalitpur City    | 2                |                  |           |            |            |            |                  |                  |               |               |        |
|  | 1                | Lalitpur City    | 2                |                  |           |            |            |            |                  |                  |               |               |        |
|  | 2                | Dhangadhi        | 1                |                  |           |            |            |            |                  |                  | Lalitpur City | Lalitpur City | 2      |
|  | 2                | Dhangadhi        | 1                |                  |           |            |            |            |                  |                  | Lalitpur City | Lalitpur City | 2      |
|  |                  |                  |                  | Dhangadhi        | Dhangadhi | 0          |            |            | Pokhara Thunders | Pokhara Thunders | 1             |               |        |
|  |                  |                  |                  | Dhangadhi        | Dhangadhi | 0          |            |            | Pokhara Thunders | Pokhara Thunders | 1             |               |        |
|  |                  |                  | Pokhara Thunders | Pokhara Thunders | 1         |            |            |            |                  |                  |               |               |        |
|  |                  |                  |                  | Pokhara Thunders | 1         |            |            |            |                  |                  |               |               |        |
|  | 3                | Chitwan          | 0                |                  |           |            |            |            |                  |                  |               |               |        |
|  | 3                | Chitwan          | 0                |                  |           |            |            |            |                  |                  |               |               |        |
|  | 4                | Pokhara Thunders | 3                |                  |           |            |            |            |                  |                  |               |               |        |
|  | 4                | Pokhara Thunders | 3                |                  |           |            |            |            |                  |                  |               |               |        |

## Statistiche

### Squadre

#### Classifica in divenire
|                  | 1ª | 2ª | 3ª | 4ª | 5ª | 6ª | 7ª |
| ---------------- | -- | -- | -- | -- | -- | -- | -- |
| Butwal Lumbini   | 1  | 1  | 1  | 1  | 1  | 1  | 1  |
| Chitwan          | 3  | 3  | 6  | 7  | 7  | 7  | 10 |
| Dhangadhi        | 0  | 3  | 4  | 7  | 10 | 11 | 11 |
| Jhapa            | 1  | 2  | 2  | 3  | 4  | 4  | 5  |
| Kathmandu Rayzrs | 1  | 2  | 2  | 5  | 5  | 8  | 8  |
| Lalitpur City    | 1  | 4  | 7  | 7  | 10 | 11 | 12 |
| Pokhara Thunders | 0  | 0  | 3  | 4  | 4  | 5  | 8  |

### Individuali

#### Classifica marcatori
| Gol | Rigori |  | Giocatore             | Squadra          |
| --- | ------ |  | --------------------- | ---------------- |
| 5   | 0      |  | Ahmad Hijazi          | Dhangadhi        |
| 4   | 0      |  | Amadou Diop           | Kathmandu Rayzrs |
| 3   | 0      |  | Jonathan Cantillana   | Lalitpur City    |
| 3   | 0      |  | Joe Aidoo             | Pokhara Thunders |
| 3   | 0      |  | Stephane Binong       | Pokhara Thunders |
| 3   | 0      |  | Imoh Ezekiel          | Lalitpur City    |
| 2   | 0      |  | Torric Jebrin         | Chitwan          |
| 2   | 0      |  | Papa Kébé             | Lalitpur City    |
| 2   | 1      |  | Nodir Mavlonov        | Chitwan          |
| 1   | 0      |  | Aditya Shakya         | Lalitpur City    |
| 1   | 0      |  | Niraj Chaudhary       | Chitwan          |
| 1   | 0      |  | Kenta Hara            | Butwal Lumbini   |
| 1   | 0      |  | Kritish Ratna Chhunju | Dhangadhi        |
| 1   | 0      |  | Samir Tamang          | Pokhara Thunders |
| 1   | 0      |  | Victor Mansaray       | Chitwan          |
| 1   | 0      |  | Mani Kumar Lama       | Lalitpur City    |
| 1   | 0      |  | Ananta Tamang         | Lalitpur City    |
| 1   | 0      |  | Santosh Khatri        | Lalitpur City    |
| 1   | 0      |  | Lazar Arsić           | Jhapa            |
| 1   | 0      |  | Bakary Mané           | Kathmandu Rayzrs |
| 1   | 0      |  | Ayush Ghalan          | Pokhara Thunders |
| 1   | 0      |  | Biassi Nyakwe         | Pokhara Thunders |
| 1   | 0      |  | Nabin Lama            | Lalitpur City    |
| 1   | 0      |  | Laken Limbu           | Jhapa            |
| 1   | 0      |  | George Prince Karki   | Dhangadhi        |
| 1   | 0      |  | Jaya Gurung           | Chitwan          |
| 1   | 0      |  | Kervens Belfort       | Lalitpur City    |
| 1   | 0      |  | Prince George Karki   | Dhangadhi        |
| 1   | 0      |  | Sudil Rai             | Pokhara Thunders |
| 1   | 1      |  | Vincent Koziello      | Kathmandu Rayzrs |
| 1   | 1      |  | Alhaji Gero           | Jhapa            |